# Río Içana
Le río Içana  ou río Isana est une rivière de Colombie et un affluent du rio Negro, donc un sous-affluent de l'Amazone.

## Géographie
Le río Içana prend sa source dans le nord du département de Vaupés, dans le corregimiento départemental de Papunahua. Il coule ensuite vers l'est, passe au Brésil où il rejoint le rio Negro.
Sur son cours, le río Içana marque la frontière entre les départements colombiens de Vaupés et de Guainía, puis la frontière entre le Brésil et la Colombie.

## Peuple vivant le long des rives du río Içana
Le long des hautes rives vit le peuple Baniwa (langue : baniwa de l'Içana), une communauté de pêcheurs et de cultivateurs, soit 14 929 individus répartis de part et d'autre des frontières.
Le recensement "Povos Indígenas no Brasil" (ISA 2006-2010) indique : 
- État d'Amazonas : 5 521 Baniwa ;
- Colombie : 7 000 ;
- Venezuela : 2 408[3].

## Accès des sites miniers du Haut Içana
En 1985, la firme Gold Amazon, détentrice de permis d'exploitation dans les sites aurifères du Haut Içana, dispose d'un bateau, le Canutama, ancré à l'embouchure du río Içana. Ce bateau contrôle et interdit l'accès des sites miniers du Haut Içana et du Haut Xié. La situation devient explosive car Gold Amazon, en concurrence avec une autre compagnie minière privée, Paranapanema, ainsi que les prospecteurs indépendants, se livrent à une véritable guerre tout en s'opposant aux Indiens dont ils envahissent les terres.
Les leaders indigènes des communautés des ríos Içana, Vaupés, Negro et Tiquié demandent au président de la Fondation nationale de l'Indien (FUNAI) le retrait des chercheurs d'or. Et de son côté, José Gregorio Diaz Mirabal, coordonnateur du Congrès des organisations autochtones du bassin amazonien (COICA, basée à Quito en Equateur plaide pour une meilleure prise en compte des droits des populations autochtones et une protection de la forêt amazonienne dans les neuf pays de l'Amazonie.